# 连续q拉盖尔多项式

3rd order Continuous q Laguerre polynomials

连续q拉盖尔多项式(Continuous q-Laguerre polynomials)是一个以基本超几何函数定义的正交多项式。
{\displaystyle P_{n}^{(\alpha )}(x|q)={\frac {(q^{\alpha }+1;q)_{n}}{(q;q)_{n}}}}{\displaystyle _{3}\Phi _{2}(q^{-n},q^{\alpha /2+1/4}e^{i\theta },q^{\alpha /2+1/4}*e^{-i\theta };q^{\alpha +1},0|q,q)}

## 极限关系
Q梅西纳-帕拉泽克多项式→连续q拉盖尔多项式
{\displaystyle P_{n}(cos(\theta +\phi );q^{\alpha /2+1/2}|q)=}{\displaystyle q^{(-\alpha /2-1/4)*n}*P_{n}^{(}\alpha )(cos\theta |q)}
阿拉-萨拉姆-迟哈剌多项式→连续q拉盖尔多项式
令连续q拉盖尔多项式中{\displaystyle x=q^{x}},q→1,即得拉盖尔多项式
验证
3阶连续q拉盖尔多项式：
{\displaystyle \lim _{q\to 1}P_{3}^{(}a)=1/6\,{a}^{3}-x{a}^{2}+{a}^{2}+{\frac {11}{6}}\,a+2\,a{x}^{2}-5\,ax+1-6\,x-4/3\,{x}^{3}+6\,{x}^{2}}
3阶广义拉盖尔多项式：
{\displaystyle L_{3}^{a}(2x)={\frac {1}{6}}(a+1)_{3}*_{1}F_{1}(-n,a+1;2x)}
{\displaystyle =1/6\,{a}^{3}-x{a}^{2}+{a}^{2}+{\frac {11}{6}}\,a+2\,a{x}^{2}-5\,ax+1-6\,x-4/3\,{x}^{3}+6\,{x}^{2}}
两者显然相等。

## 图集
|  |  |  |

|  |  |  |

|
|}